# Giro di Campania 1911
Il Giro di Campania 1911, prima storica edizione della corsa, si svolse dal 24 al 25 giugno 1911 su un percorso di 316 km, suddiviso su 2 tappe. La vittoria fu appannaggio dell'italiano Emanuele Garda, che completò il percorso con 3 punti, precedendo i connazionali Angelo Gremo e Mario Bonalanza.

## Tappe
| Tappa  | Data      | Percorso            | km  | Vincitore di tappa | Leader cl. generale |
| ------ | --------- | ------------------- | --- | ------------------ | ------------------- |
| 1ª     | 11 maggio | Napoli > Campobasso | 175 | Angelo Gremo       | Angelo Gremo        |
| 2ª     | 12 maggio | Campobasso > Napoli | 141 | Emanuele Garda     | Emanuele Garda      |
| Totale | Totale    | Totale              | 316 |                    |                     |

## Dettagli delle tappe

### 1ª tappa
- 11 maggio: Napoli > Campobasso – 175 km

Risultati
| Pos. | Corridore       | Squadra | Punti |
| ---- | --------------- | ------- | ----- |
| 1    | Angelo Gremo    | Fiat    | 1     |
| 2    | Emanuele Garda  | -       | 2     |
| 3    | Mario Bonalanza | -       | 3     |

| Pos. | Corridore       | Squadra | Tempo |
| ---- | --------------- | ------- | ----- |
| 1    | Angelo Gremo    | Fiat    | 1     |
| 2    | Emanuele Garda  | -       | 2     |
| 3    | Mario Bonalanza | -       | 3     |

### 2ª tappa
- 12 maggio: Campobasso > Napoli – 141 km

Risultati
| Pos. | Corridore        | Squadra | Punti |
| ---- | ---------------- | ------- | ----- |
| 1    | Emanuele Garda   | -       | 1     |
| 2    | Giuseppe Pifferi | -       | 2     |
| 3    | Angelo Gremo     | Fiat    | 3     |

| Pos. | Corridore       | Squadra | Tempo |
| ---- | --------------- | ------- | ----- |
| 1    | Emanuele Garda  | -       | 3     |
| 2    | Angelo Gremo    | Fiat    | 4     |
| 3    | Mario Bonalanza | -       | 7     |

## Classifiche finali

### Classifica generale
| Pos. | Corridore       | Squadra | Punti |
| ---- | --------------- | ------- | ----- |
| 1    | Emanuele Garda  | -       | 3     |
| 2    | Angelo Gremo    | Fiat    | 4     |
| 3    | Mario Bonalanza | -       | 7     |